# Anna Sobieska (1636–1655)
Anna Rozalia Sobieska (ur. 5 sierpnia 1636, zm. 16 lutego lub 12 marca 1655) – córka polskiego magnata Jakuba Sobieskiego i Teofili Daniłowiczówny, siostra Jana III Sobieskiego, króla Polski.

## Życiorys
W 1650 uczyła się w szkole klasztornej. W 1652 była zaręczona z nieznanym bliżej szlachcicem, gdyż 29 kwietnia 1652 otrzymała laudum poboru na podatek na wesele. Do małżeństwa jednak nie doszło i na początku 1653 Anna wstąpiła do zakonu Świętego Benedykta przy kościele Wszystkich Świętych na Przedmieściu Krakowskim we Lwowie. 20 maja 1653 złożyła śluby zakonne, przyjmując imię zakonne Rozalia.